# Hagrid's Magical Creatures Motorbike Adventure
Hagrid's Magical Creatures Motorbike Adventure (Nederlands: Hagrids magische wezens motorfietsavontuur) is een stalen motorfietsachtbaan in het Amerikaanse attractiepark Islands of Adventure. De attractie opende op 11 juni 2019 in het themagebied The Wizarding World of Harry Potter als vervanger van de achtbaan Dragon Challenge. De gehele attractie heeft het park 300 miljoen Amerikaanse dollar aan bouwkosten gekost. 

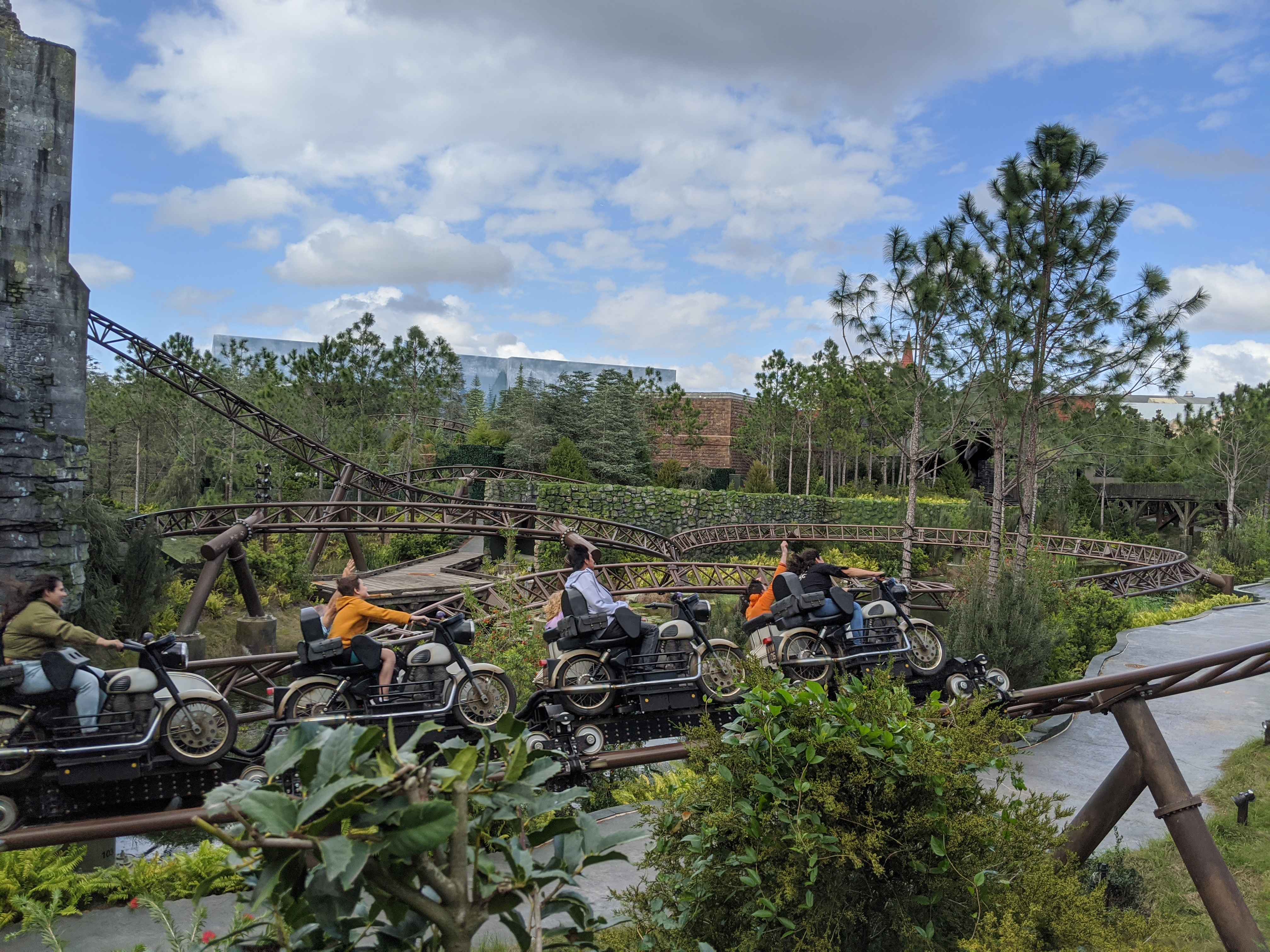
Attractie in werking

Op 4 september 2017 sloot de omgekeerde achtbaan Dragon Challenge om kort daarop gesloopt te worden. Niet lang daarna werd begonnen met de bouw van Hagrid's Magical Creatures Motorbike Adventure. Op 11 juni 2019 vond de soft-opening van de attractie plaats, waarna op 13 juni de achtbaan officieel geopend werd. Op de openingsdag liep de wachttijd voor de achtbaan op tot tien uur.